# クリスチャン・クラヴィエ
クリスチャン・クラヴィエ（Christian Clavier、1952年5月6日 - ）は、フランスの俳優、脚本家。パリ出身。弟のステファヌ・クラヴィエは映画監督。
『おかしなおかしな訪問者』と『ビジター』のジャクイユ役や、『アステリクスとオベリスク』と『ミッション・クレオパトラ』のアステリックス役で知られる。

## 主な作品

### 出演
- 西暦01年 L'An 01 (1973)
- 危険旅行 Les suspects (1974)
- 祭よ始まれ Que la fête commence... (1975)
- 甘やかされて...甘やかされた子供たち Des enfants gâtés (1977)
- 愛していると伝えて Dites-lui que je l'aime (1977)
- レ・ブロンゼ/日焼けした連中 Les Bronzés (1978) ※
- レ・ブロンゼ/スキーに行く Les bronzés font du ski (1979) ※
- サンタクロースはゲス野郎 Le père Noël est une ordure (1982) ※
- モスクワの追跡者 Twist again à Moscou (1986) ※
- オペレーション L'Opération Corned-Beef (1991) ※
- おかしなおかしな訪問者 Les Visiteurs (1993) ※
- 他人のそら似 Grosse fatigue (1994)
- 俺たちは天使だ Les Anges gardiens (1995) ※
- ビジター Les Couloirs du temps: Les Visiteurs II (1998) ※ 共同製作総指揮も
- アステリクスとオベリスク Astérix et Obélix contre César (1999)
- レ・ミゼラブル Les Misérables (2000) テレビミニシリーズ
- マイ・ラブリー・フィアンセ Just Visiting (2001) ※
- ミッション・クレオパトラ Astérix et Obélix : Mission Cléopâtre (2002)
- キング・オブ・キングス Napoléon (2002) テレビミニシリーズ
- コルシカン・ファイル L'enquête Corse (2004) ※
- レ・ブロンゼ/再会と友情に乾杯! Les Bronzés 3: Amis pour la vie (2006) ※
- カーメロット Kaamelott (2007) テレビドラマ
- 最高の花婿 Qu'est-ce qu'on a fait au Bon Dieu  (2014)
- アルカンディアス テオと魔法の指輪 Le grimoire d'Arkandias (2014)
- 世界の果てまでヒャッハー! Babysitting 2 (2015)

※は脚本も担当。

### 出演以外
- 一匹の狼/ロンサム・コップ Le Môme (1986) 脚本
- エンパイア・オブ・ザ・ウルフ L'Empire des loups (2005) 脚本